# Bułgaria na Zimowych Igrzyskach Olimpijskich Młodzieży 2012
Bułgarię na Zimowych Igrzyskach Olimpijskich Młodzieży 2012, które odbywały się w Innsbrucku reprezentowało 11 zawodników.

## Skład reprezentacji Bułgarii

### Biathlon
Chłopcy
| Zawodnik           | Konkurencja    | Bieg    | Bieg       | Miejsce |
| Zawodnik           | Konkurencja    | Czas    | Strzelanie | Miejsce |
| ------------------ | -------------- | ------- | ---------- | ------- |
| Radosław Pałewski  | Sprint         | 22:23.9 | 1+2        | 34.     |
| Radosław Pałewski  | Bieg pościgowy | 33:19.6 | 0+1+0+2    | 26.     |
| Denisław Szehtanow | Sprint         | 22:49.1 | 2+2        | 42.     |
| Denisław Szehtanow | Bieg pościgowy | 36:02.8 | 2+2+2+3    | 39.     |

Dziewczęta
| Zawodniczki       | Konkurencja    | Bieg    | Bieg       | Miejsce |
| Zawodniczki       | Konkurencja    | Czas    | Strzelanie | Miejsce |
| ----------------- | -------------- | ------- | ---------- | ------- |
| Mariela Georgiewa | Sprint         | 21:48.0 | 2+3        | 40.     |
| Mariela Georgiewa | Bieg pościgowy | 36:30.4 | 2+1+1+1    | 37.     |
| Daniela Kadewa    | Sprint         | 21:19.7 | 1+1        | 38.     |
| Daniela Kadewa    | Bieg pościgowy | 37:26.1 | 0+1+1+3    | 42.     |

Sztafeta mieszana
| Zawodnicy                                                             | Konkurencja       | Bieg      | Bieg       | Miejsce |
| Zawodnicy                                                             | Konkurencja       | Czas      | Strzelanie | Miejsce |
| --------------------------------------------------------------------- | ----------------- | --------- | ---------- | ------- |
| Daniela Kadewa Mariela Gerogiewa Radosław Pałewski Denisław Szehtanow | Sztafeta mieszana | 1:20:19.6 | 1+8        | 15.     |

### Biegi narciarskie
Chłopcy
| Zawodnik       | Konkurencja   | Kwalifikacje | Kwalifikacje | Ćwierćfinał | Ćwierćfinał | Półfinał      | Półfinał      | Finał         | Finał         |
| Zawodnik       | Konkurencja   | Wynik        | Miejsce      | Wynik       | Miejsce     | Wynik         | Miejsce       | Wynik         | Miejsce       |
| -------------- | ------------- | ------------ | ------------ | ----------- | ----------- | ------------- | ------------- | ------------- | ------------- |
| Simeon Dejanow | Sprint        | 1:46.96      | 14. Q        | 1:50.9      | 3.          | Nie awansował | Nie awansował | Nie awansował | Nie awansował |
| Simeon Dejanow | Bieg na 10 km |              |              |             |             |               |               | 31:35.7       | 19.           |

Dziewczęta
| Zawodniczka     | Konkurencja  | Kwalifikacje | Kwalifikacje | Ćwierćfinał    | Ćwierćfinał    | Półfinał       | Półfinał       | Finał          | Finał          |
| Zawodniczka     | Konkurencja  | Wynik        | Miejsce      | Wynik          | Miejsce        | Wynik          | Miejsce        | Wynik          | Miejsce        |
| --------------- | ------------ | ------------ | ------------ | -------------- | -------------- | -------------- | -------------- | -------------- | -------------- |
| Kamelija Iliewa | Sprint       | 2:16.65      | 36.          | Nie awansowała | Nie awansowała | Nie awansowała | Nie awansowała | Nie awansowała | Nie awansowała |
| Kamelija Iliewa | Bieg na 5 km |              |              |                |                |                |                | Nie ukończyła  | Nie ukończyła  |

Sztafeta mieszana z biathlonem
| Zawodnicy                                                          | Konkurencja       | Bieg      | Bieg       | Miejsce |
| Zawodnicy                                                          | Konkurencja       | Czas      | Strzelanie | Miejsce |
| ------------------------------------------------------------------ | ----------------- | --------- | ---------- | ------- |
| Mariela Georgiewa Kamelija Iliewa Radosław Pałewski Simeon Dejanow | Sztafeta mieszana | 1:14:00.5 | 4+11       | 20.     |

### Narciarstwo alpejskie
Chłopcy
| Zawodnicy     | Konkurencja     | Wyniki       | Wyniki       | Wyniki       | Wyniki       |
| Zawodnicy     | Konkurencja     | Runda 1      | Runda 2      | Razem        | Miejsce      |
| ------------- | --------------- | ------------ | ------------ | ------------ | ------------ |
| Georgi Nuszew | Slalom          | 42.13        | 42.01        | 1:24.14      | 16.          |
| Georgi Nuszew | Slalom gigant   | Nie ukończył | Nie ukończył | Nie ukończył | Nie ukończył |
| Georgi Nuszew | Supergigant     |              |              | 1:09.11      | 29.          |
| Georgi Nuszew | Superkombinacja | 1:06.78      | 39.50        | 1:46.28      | 19.          |

Dziewczęta
| Zawodniczka       | Konkurencja     | Wyniki        | Wyniki        | Wyniki        | Wyniki        |
| Zawodniczka       | Konkurencja     | Runda 1       | Runda 2       | Razem         | Miejsce       |
| ----------------- | --------------- | ------------- | ------------- | ------------- | ------------- |
| Aleksandra Popowa | Slalom          | Nie ukończyła | Nie ukończyła | Nie ukończyła | Nie ukończyła |
| Aleksandra Popowa | Slalom gigant   | 1:00.62       | 1:00.82       | 2:01.44       | 19.           |
| Aleksandra Popowa | Supergigant     |               |               | 1:11.92       | 25.           |
| Aleksandra Popowa | Superkombinacja | 1:11.34       | 41.13         | 1:52.47       | 23.           |

### Saneczkarstwo
Chłopcy
| Zawodnicy             | Konkurencja | Finał   | Finał   | Finał    | Finał   |
| Zawodnicy             | Konkurencja | Ślizg 1 | Ślizg 2 | Razem    | Miejsce |
| --------------------- | ----------- | ------- | ------- | -------- | ------- |
| Aleksandar Poibrenski | Jedynki     | 41.275  | 41.153  | 1:22.428 | 21.     |

### Skoki narciarskie
Chłopcy
| Zawodnik       | Konkurencja   | Runda 1   | Runda 1 | Runda 2   | Runda 2 | Razem  | Razem   |
| Zawodnik       | Konkurencja   | Odległość | Punkty  | Odległość | Punkty  | Punkty | Miejsce |
| -------------- | ------------- | --------- | ------- | --------- | ------- | ------ | ------- |
| Dejan Funtarow | Indywidualnie | 52.5 m    | 63.3    | 66.0 m    | 103.2   | 166.5  | 21.     |

### Snowboard
Chłopcy
| Zawodnik         | Konkurencja | Kwalifikacje | Kwalifikacje | Kwalifikacje | Półfinał | Półfinał | Półfinał | Finał   | Finał   | Finał   |
| Zawodnik         | Konkurencja | Zjazd 1      | Zjazd 2      | Pozycja      | Zjazd 1  | Zjazd 2  | Pozycja  | Zjazd 1 | Zjazd 2 | Miejsce |
| ---------------- | ----------- | ------------ | ------------ | ------------ | -------- | -------- | -------- | ------- | ------- | ------- |
| Georgi Michajłow | Slopestyle  | 50.25        | 65.00        | 8. Q         |          |          |          | 47.50   | 48.25   | 13.     |